# Rivaldinho
Rivaldinho, znany również jako Rivaldo Júnior, właśc. Rivaldo Vítor Mosca Ferreira Júnior (ur. 29 kwietnia 1995 w São Paulo) – brazylijski piłkarz, występujący na pozycji napastnika w rumuńskim klubie Farul Konstanca.

## Kariera klubowa

### Młodość

#### Mogi Mirim EC
Urodził się w São Paulo, podczas gdy jego ojciec, Rivaldo, reprezentował klub z tego miasta – SE Palmeiras. Wychowanek Mogi Mirim EC, który był również jego pierwszym klubem w karierze seniorskiej. Dla Mogi Mirim EC zadebiutował 2 lutego 2014, w wyjazdowym, przegranym 2:1 meczu 5. kolejki ligi stanowej Campeonato Paulista Serie A1 (1. poziom rozgrywkowy stanu São Paulo) z CA Penapolense, w którym strzelił również debiutanckiego gola. W rozgrywkach ogólnokrajowych po raz pierwszy wystąpił 27 kwietnia 2014, w domowym, wygranym 1:0 spotkaniu 1. kolejki Série C (3. poziom rozgrywkowy w Brazylii) z Guaratinguetą.
Podczas gdy Ferreira Júnior występował dla Mogi Mirim EC, doszło do niecodziennej sytuacji w futbolu. Miało to miejsce 15 lipca 2015, w meczu 13. kolejki Série B, podczas domowego, wygranego 3:1 meczu z klubem Macaé EFC. W tym spotkaniu wszystkie bramki dla jednej drużyny zdobyli Rivaldo oraz Rivaldinho, czyli ojciec z synem.

#### Boavista FC i powrót do Brazylii
31 sierpnia 2015 napastnik podpisał kontrakt z portugalskim klubem Boavista FC. Dla Panter zadebiutował 12 października 2015, w wyjazdowym, przegranym 5:4, po rzutach karnych, meczu 2. rundy Taça da Liga (Puchar Ligi Portugalskiej) z CD Feirense, gdzie został zmieniony już po 16. minutach gry, przez Philipe’a Sampai’ego. W lidze portugalskiej, po raz pierwszy zagrał 2 stycznia 2016, w domowym, przegranym 0:3 meczu 15. kolejki z Moreirense FC. W Portugalii rozegrał jedynie 2 mecze.
18 stycznia 2016 przeniósł się do brazylijskiego XV de Novembro Piracicaba. W klubie zadebiutował 14 lutego 2016, w wyjazdowym, zremisowanym 0:0 meczu 4. kolejki ligi stanowej Campeonato Paulista Serie A1 ze swoim byłym klubem Mogi Mirim EC, gdy wszedł na boisko w 64. minucie za Rodrigo Silvę. Pierwszą bramkę dla klubu strzelił trzy dni później, 17 lutego 2016, w domowym, przegranym 1:2, przełożonym meczu 2. kolejki z Rio Claro FC.
10 maja 2016 przeniósł się do SC Internacional, w którym nie udało mu się zadebiutować i występował w drużynie rezerw. 19 sierpnia 2016 został wypożyczony do Paysandu SC.

### Drugie podejście do Europy

#### Dinamo Bukareszt
7 lutego 2017, Rivaldinho ponownie spróbował swoich sił w Europie, podpisując trzyipółletni kontrakt z rumuńskim klubem Dinamo Bukareszt. Dla stołecznego klubu zadebiutował 1 marca 2017, w wygranym 1:3, drugim półfinałowym meczu Pucharu Ligi z FCSB, kiedy to pojawił się na boisku w 58. minucie za Daniela Popę. Po raz pierwszy w lidze rumuńskiej zagrał 5 marca 2017, w wyjazdowym, wygranym 0:2 meczu 26. kolejki z Pandurii Târgu Jiu, gdy wszedł na boisko w 86. minucie, za Adama Nemeca. Pierwszą bramkę natomiast, zdobył miesiąc później, 5 kwietnia 2017, w 42. minucie domowego, wygranego 2:0 meczu z CFR 1907 Cluj.
27 lipca 2017, popisał się pięknym uderzeniem z dystansu, w meczu fazy kwalifikacyjnej Ligi Europy 2017/2018 przeciwko Athletikowi Bilbao.

#### Lewski Sofia
27 stycznia 2018, bułgarski klub Lewski Sofia, ogłosił iż związał się z zawodnikiem dwuipółletnią umową. W barwach Lewskiego zadebiutował 7 marca 2018, w wyjazdowym, wygranym 2:3 meczu 24. kolejki z Czerno Morem Warna. Pierwszego gola dla klubu strzelił 4 maja 2018, a więc w następnym sezonie, egzekwując rzut karny w 85. minucie, domowego, wygranego 3:2 meczu 7. kolejki z Botewem Płowdiw.

#### Viitorul Konstanca
14 stycznia 2019, powrócił do Rumunii. Tym razem został wypożyczony do Viitorulu Konstanca, do końca sezonu. W koszulce Viitorulu, po raz pierwszy pojawił się na boisku 3 lutego 2019, zmieniając na placu gry Lyesa Houriego, w 82. minucie gry. Pierwszą bramkę dla nowego klubu zdobył 26 lutego 2019, w 41. minucie wyjazdowego, wygranego 2:3 meczu ćwierćfinałowego Pucharu Rumunii, z FC Hermannstadt.
27 lipca 2019 Viitorul zdecydował się wykupić napastnika z Lewskiego Sofia.

#### Cracovia
12 sierpnia 2020 został piłkarzem Cracovii, z którą związał się umową na okres trzech lat z opcją przedłużenia o rok. Dla Pasów zadebiutował już 4 dni po podpisaniu kontraktu – 16 sierpnia 2020, kiedy pojawił się na boisku w 71. minucie (zmieniając Marcosa Álvareza) podczas wyjazdowego, wygranego 1:2 meczu 1. rundy Pucharu Polski przeciwko Chrobremu Głogów. W Ekstraklasie zadebiutował 22 sierpnia 2020, wychodząc w podstawowym składzie, w domowym, wygranym 2:1 spotkaniu 1. kolejki, przeciwko Pogoni Szczecin. 20 września 2020, w wyjazdowym, zremisowanym 1:1 meczu, przeciwko Zagłębiu Lubin, zdobył swoją pierwszą bramkę dla krakowskiego klubu, strzelając z głowy. 9 października 2020, zdobył z Cracovią Superpuchar Polski. To pierwszy w historii puchar dla Pasów. 20 lipca 2022 roku rozwiązał kontrakt z Cracovią, za porozumieniem stron.

### Universitatea Krajowa
26 lipca 2022 roku podpisał dwuletni kontrakt z rumuńskim klubem Universitatea Krajowa.

## Statystyki kariery klubowej
Stan na 30 lipca 2022
| Klub                      | Sezon              | League              | League  | League | Puchar kraju | Puchar kraju | Puchar ligi | Puchar ligi | Inne    | Inne   | Suma    | Suma   |
| Klub                      | Sezon              | Poziom              | Występy | Bramki | Występy      | Bramki       | Występy     | Bramki      | Występy | Bramki | Występy | Bramki |
| ------------------------- | ------------------ | ------------------- | ------- | ------ | ------------ | ------------ | ----------- | ----------- | ------- | ------ | ------- | ------ |
| Mogi Mirim                | 2014               | Série C             | 12      | 1      | –            | –            | –           | –           | 9       | 2      | 21      | 3      |
| Mogi Mirim                | 2015               | Série B             | 15      | 6      | –            | –            | –           | –           | 11      | 2      | 26      | 8      |
| Mogi Mirim                | Łącznie            | Łącznie             | 27      | 7      | –            | –            | –           | –           | 20      | 4      | 47      | 11     |
| Boavista                  | 2015/2016          | Primeira Liga       | 1       | 0      | 1            | 0            | 1           | 0           | –       | –      | 3       | 0      |
| XV de Piracicaba          | 2016               | Campeonato Paulista | –       | –      | –            | –            | –           | –           | 12      | 3      | 12      | 3      |
| Paysandu (wyp.)           | 2016               | Série B             | 8       | 1      | 0            | 0            | –           | –           | 0       | 0      | 8       | 1      |
| Dinamo Bukareszt          | 2016/2017          | Liga I              | 11      | 2      | 1            | 0            | 2           | 0           | 0       | 0      | 14      | 2      |
| Dinamo Bukareszt          | 2017/2018          | Liga I              | 19      | 3      | 1            | 0            | 0           | 0           | 2       | 1      | 22      | 4      |
| Dinamo Bukareszt          | Łącznie            | Łącznie             | 30      | 5      | 2            | 0            | 2           | 0           | 2       | 1      | 36      | 6      |
| Lewski Sofia              | 2017/2018          | Pyrwa PFL           | 8       | 1      | 0            | 0            | –           | –           | 0       | 0      | 8       | 1      |
| Lewski Sofia              | 2018/2019          | Pyrwa PFL           | 4       | 0      | 1            | 0            | –           | –           | 0       | 0      | 5       | 0      |
| Lewski Sofia              | Łącznie            | Łącznie             | 12      | 1      | 1            | 0            | 0           | 0           | 0       | 0      | 13      | 1      |
| Viitorul Konstanca (wyp.) | 2018/2019          | Liga I              | 11      | 2      | 4            | 2            | –           | –           | 0       | 0      | 15      | 4      |
| Viitorul Konstanca        | 2019/2020          | Liga I              | 28      | 11     | 0            | 0            | –           | –           | 0       | 0      | 28      | 11     |
| Viitorul Konstanca        | Łącznie            | Łącznie             | 39      | 13     | 4            | 2            | 0           | 0           | 0       | 0      | 43      | 15     |
| Cracovia                  | 2020/2021          | Ekstraklasa         | 24      | 1      | 5            | 1            | –           | –           | 2       | 0      | 30      | 2      |
| Cracovia                  | 2021/2022          | Ekstraklasa         | 19      | 1      | 1            | 0            | –           | –           | 0       | 0      | 20      | 1      |
| Cracovia                  | Łącznie            | Łącznie             | 43      | 2      | 6            | 1            | –           | –           | 2       | 0      | 51      | 3      |
| Universitatea Krajowa     | 2022/2023          | Liga I              | 0       | 0      | 0            | 0            | –           | –           | 0       | 0      | 0       | 0      |
| Łącznie w karierze        | Łącznie w karierze | Łącznie w karierze  | 160     | 29     | 14           | 3            | 3           | 0           | 36      | 8      | 213     | 40     |

## Życie prywatne
Syn Rosy (Rosemeiry) Aparecidy Moski Nascimenty oraz byłego reprezentanta Brazylii, wybitnego zawodnika m.in. FC Barcelony, A.C. Milanu i zdobywcy Złotej Piłki, Rivalda. Ma biologiczną siostrę Thamirys oraz trójkę rodzeństwa przyrodniego – siostrę Rebecę i braci João Vitora oraz Isaque’a. Posiada obywatelstwo brazylijskie i hiszpańskie. Porozumiewa się w pięciu językach: portugalskim, hiszpańskim, angielskim, włoskim i rumuńskim.

## Sukcesy

### Klubowe
Dinamo Bukareszt
- Zdobywca Pucharu Ligi Rumuńskiej (1×): 2016/2017

Lewski Sofia
- Finalista Pucharu Bułgarii (1×): 2017/2018

Viitorul Konstanca
- Zdobywca Pucharu Rumunii (1×): 2018/2019

Cracovia
- Zdobywca Superpucharu Polski (1×): 2020